# 글로벌농촌인재협회
글로벌농촌인재협회는 농촌지역 리더양성, 농촌개발, 지역인재양성교육, 농촌문화선양, 사회적 농기업 운영, 도시민 유치, 친환경농업기반, 글로벌 농촌기반사업 추진 등을 목적으로 2009년 12월 30일 설립된 대한민국 농림축산식품부 소관의 사단법인이다. 사무실은 전라북도 남원시 도통동 498-6 (2층)에 있다.